# Ульянов, Владимир Александрович (генерал)
Владимир Александрович Ульянов (3 января 1947 — 1 августа 2017) — генерал-майор ВС СССР и ВС РФ, начальник Саратовского высшего военного инженерного училища химической защиты в 1991—1996 годах.

## Биография
Родился 3 января 1947 года в Немане в семье служащего. Окончил в 1965 году среднюю школу и поступил в Ленинградский политехнический институт. Призван Выборгским РВК города Ленинграда в ряды советской армии, срочную службу проходил в Ленинградском военном округе как водитель-моторист мотопомпы, командир отделения, заместитель командира и командир взвода. В октябре 1968 года окончил трёхмесячные курсы офицеров запаса, зачислен в кадры Советской армии.
В 1970 году Ульянов окончил экстерном Костромское военно-химическое училище и был назначен командиром роты специальной обработки. В 1977 году окончил командный факультет Военной академии химической защиты имени Тимошенко, после чего был назначен командиром батальона. С 1979 года — командир 21-го полка химической защиты ЛВО. С 4 октября 1983 по 1 апреля 1989 года — начальник 282-го Трансильванского учебного центра химических войск (Большое Буньково, Московская область).
В 1989 году назначен заместителем начальника Саратовского высшего военного инженерного училища химической защиты, а приказом Министра обороны от 9 декабря 1991 года назначен начальником училища. Произведён в 1992 году в генерал-майоры. За время работы с условиями ограниченного финансирования добился выделения средств для строительства жилья для училища, а также организовал работы по ремонту казарменного фонда и благоустройству территории учебного центра. С 1995 года в училище начался набор курсантов-девушек: все вопросы с обучением и обеспечением курсанток решал Ульянов.
С 4 апреля 1996 года генерал-майор Ульянов — начальник управления боевой подготовки при управления начальника войск РХБ защиты. Позже назначен заместителем начальника управления ликвидации химического оружия. На пенсию вышел в 2001 году, продолжал работу в Федеральном управлении по безопасному хранению и уничтожению химического оружия при Российском агентстве по боеприпасам. Вместе с начальником Федерального управления стоял у истоков организации работ по уничтожению запасов химического оружия в России.
Проживал в Москве, оставил дочь и сына. Скончался 1 августа 2017 года.

## Награды
- Орден Красной Звезды[2][1]
- Медаль «В ознаменование 100-летия со дня рождения Владимира Ильича Ленина»[2]
- Медаль «За отличие в воинской службе» II степени[2]